# Furacão Ernesto (2006)
O furacão Ernesto foi o sexto ciclone tropical e o primeiro furacão da temporada de furacões no Atlântico de 2006. Ernesto afetou o Caribe setentrional antes de atingir a costa da Carolina do Norte, Estados Unidos, com força ligeiramente menor a de um furacão de categoria 1.
A morte de no mínimo sete pessoas foi atribuída à passagem de Ernesto, que causou chuvas torrenciais através de seu caminho, especialmente nos estados americanos do médio Atlântico. Os danos na Virgínia foram estimados em $118 milhões de dólares (2006) e os danos totais nos Estados Unidos foram estimados em $500 milhões de dólares (2006).

## História meteorológica

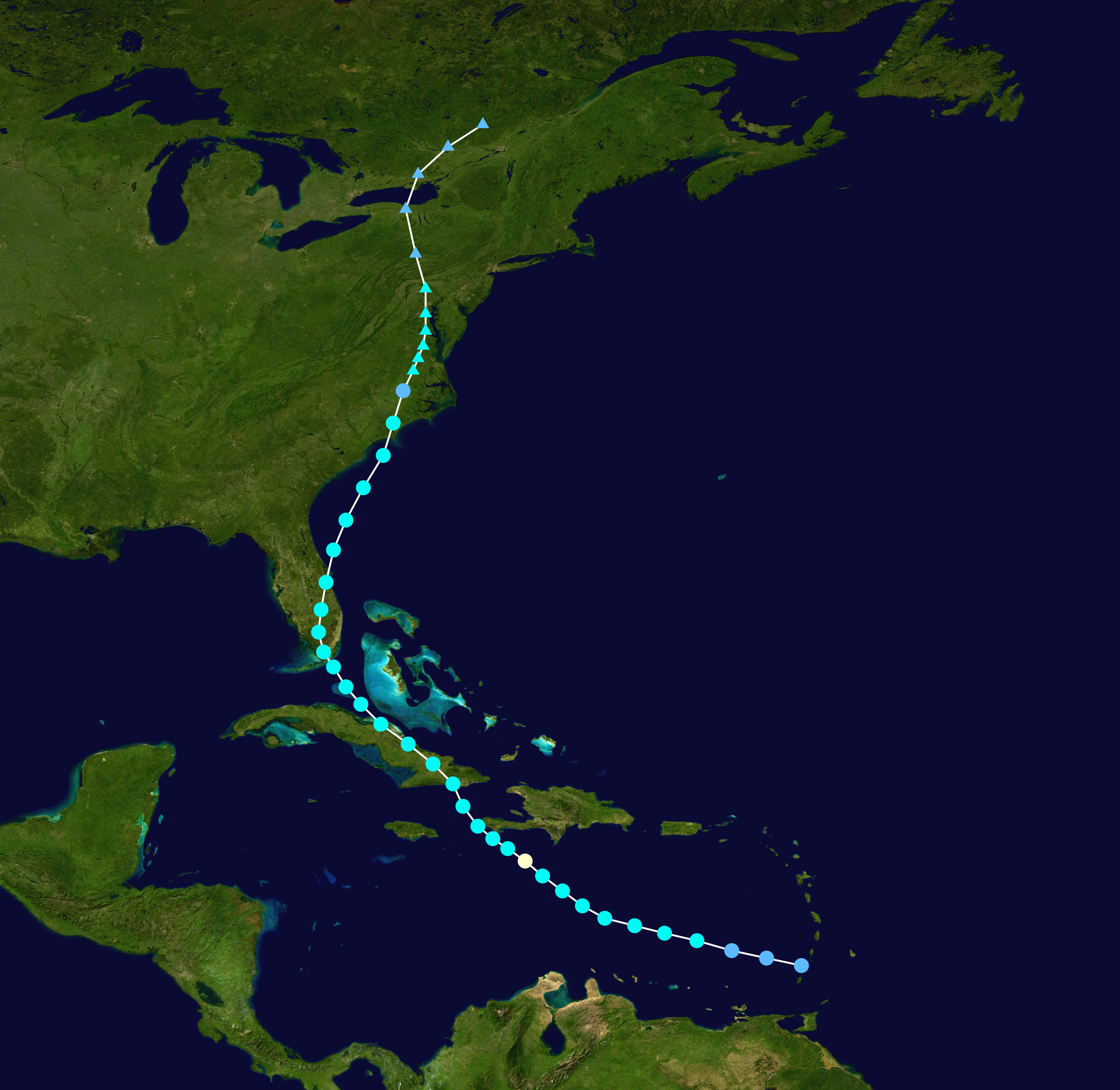
O caminho de Ernesto

Em 18 de Agosto, uma onda tropical deixou a costa ocidental da África em frente da onda que formaria a tempestade tropical Debby. O sistema seguiu para oeste a 32 km/h e mantinha um eixo de onda desorganizada mostrando sinais de aumento na consolidação em 22 de Agosto. No dia seguinte, as áreas de convecção se intensificaram ao longo do eixo da onda e classificações Dvorak da Análise Tropical e no Centro de Previsões do Centro Nacional de Furacões começaram às 12:00 UTC em 23 de Agosto. Assim que a onda se aproximava das Pequenas Antilhas, uma área de baixa pressão de superfície formou-se  e baseado na confirmação de um caçador de furacões de que havia se formado uma circulação fechada de baixos níveis, é estimado que o sistema se tornou a depressão tropical Cinco em 24 de Agosto a cerca de 80 km a norte-noroeste de Granada.
Localizada ao sul de uma crista sobre o Oceano Atlântico, a depressão seguiu para oeste-noroeste através de uma área de ar seco e ventos de cisalhamento ocidentais. Apesar dos ventos de cisalhamento, as áreas de convecção se intensificaram perto do centro assim que bandas de tempestade se intensificaram no semicírculo oriental e é estimado que o sistema tenha se tornado uma tempestade tropical por volta de 12:00 UTC de 24 de Agosto. Depois de ter se tornado uma tempestade tropical, foi previsto inicialmente que Ernesto seguiria para oeste-noroeste, atingido Jamaica e Cuba e entrar no Golfo do México com ventos constantes de 135 km/h. As áreas de convecção aprofundaram-se e expandiram-se, embora ventos de cisalhamentos adversos retirassem o centro da circulação de baixos níveis para a oeste das áreas de convecção. Em 26 de Agosto, a circulação ciclônica ficou muito mais definida e foi previsto que dentro de cinco dias, Ernesto estaria a 445 km ao sul da Costa do Golfo dos Estados Unidos como um grande furacão. O centro reformou-se sob as áreas de convecção mais profundas, com um aumento dos fluxos externos em todos os quadrantes. Assim que o sistema começou a seguir para noroeste, um pequeno olho formou-se e no começo da madrugada de 27 de Agosto, Ernesto alcançou a força de um furacão enquanto estava localizado a cerca de 150 km a sul-sudoeste da fronteira entre o Haiti e da República Dominicana.
Depois que Ernesto alcançou a força de um furacão, foi previsto que ele sofreria uma rápida intensificação. entretanto, o pequeno núcleo interno deteriorou-se assim que a circulação ciclônica interagiu com as áreas montanhosas do sudoeste do Haiti e rapidamente se enfraqueceu para uma tempestade tropical. O centro do sistema ficou grande e pouco definido, embora fosse previsto que Ernesto iria se intensificar novamente para um furacão antes de atingir Cuba. Ernesto continuou a se enfraquecer devido a interação com terra e no começo de 28 de Agosto, Ernesto passou a poucos quilômetros do extremo sudoeste do Haiti com ventos constantes de 85 km/h. Atingido por ventos de cisalhamento que tinham se fortalecido, provenientes de uma área de baixa pressão de altos níveis sobre as Bahamas, a tempestade enfraqueceu-se mais antes de atingir a costa de Cuba, logo a oeste da Baía de Guantánamo como uma tempestade tropical mínima. Com águas extremamente mornas e condições favoráveis de altos níveis, um meteorologista observou a possibilidade de Ernesto se fortalecer grandemente sobre o Estreito da Flórida e leste do Golfo do México e atingir a costa oeste da Flórida como um grande furacão.

Imagem em infravermelho de Ernesto quando ele atingia o extremo Sul da Flórida em 29 de agosto.

Ernesto continuou sobre terra como uma tempestade tropical mínima por cerca de 18 horas antes de alcançar o estreito da Flórida. As áreas de convecção se fortaleceram gradualmente sobre as águas mornas, embora tenha falhado em fortalecer-se significativamente devido ao núcleo interno rompido. Um sistema de alta pressão que se movia para leste sobre o sudeste dos Estados Unidos manteve Ernesto numa trajetória para noroeste e às 03:00 UTC de 30 de Agosto, o sistema atingiu Plantation Key na porção norte de Florida Keys com ventos constantes de 85 km/h. Duas horas depois, Ernesto atingiu a costa da Flórida, no Condado de Miami-Dade. Movendo-se através de uma fissura de uma alta subtropical, a tempestade continuou a seguir para o norte através do estado. Operacionalmente, o Centro Nacional de Furacões 'rebaixou' Ernesto para uma depressão tropical enquanto estava sobre o estado, embora análises pós-tempestade indicaram que a tempestade manteve-se como uma tempestade tropical. Ernesto manteve um padrão de nuvens bem-definido sobre terra e , após emergir sobre o Oceano Atlântico perto do Cabo Canaveral, as áreas de convecção se reformaram novamente e começaram a envolver a circulação ciclônica.

Ernesto fortalecendo-se ao longo da costa Atlântica dos Estados Unidos em 31 de agosto.

Depois de alcançar o Oceano Atlântico, Ernesto acelerou para norte-nordeste, em frente a um cavado de níveis profundos. As áreas de convecção se intensificaram assim que a tempestade fortaleceu-se sobre águas mornas e no final de 31 de Agosto, Ernesto atingiu uma intensidade com ventos constantes de 110 km/h enquanto estava localizado a cerca de 275 km a sul-sudoeste de Wilmington, Carolina do Norte. Pouco antes de atingir a costa, um olho começou a se formar e no começo da madrugada de 1 de Setembro, a tempestade atingir Oak Island, Carolina do Norte, muito perto do limite entre a tempestade tropical e furacão.. O centro Nacional de Furacões observou a possibilidade de que Ernesto poderia ter sido um furacão na hora em que o sistema atingiu a costa, devido à possibilidade de que os ventos mais fortes não tivessem sido medidos. Depois de atingir a costa, a tempestade rapidamente se enfraqueceu e cerca de 8 horas depois de ter atingido a costa, Ernesto deteriorou-se para uma depressão tropical. Interagindo com uma zona frontal que já estava sobre a região que se estendia sobre o leste da Virgínia, Ernesto perdeu rapidamente suas características tropicais e no final de 1º de Setembro, a tempestade tornou-se um ciclone extratropical. Como um sistema extratropical, Ernesto se intensificou novamente sobre os estados do Médio Atlântico, enfraquecendo-se novamente para uma depressão extratropical perto de Pensilvânia. Com uma grande área de alta pressão ao seu leste, os remanescentes de Ernesto começaram a seguir para o norte-nordeste. Os remanescentes de Ernesto alcançaram o sul de Ontário, Canadá em 3 de Setembro e depois de começar a seguir para nordeste, os remanescentes extratropicais de Ernesto foram absorvidos por um ciclone extratropical maior que estava sobre Quebec, Canadá, em 4 de Setembro.

## Preparativos

### Caribe (Caraíbas)
Escritórios governamentais em São Vicente e Granadinas foram fechados no começo da madrugada do dia em que Ernesto passou sobre as Pequenas Antilhas. Autoridades em Aruba recomendaram aos proprietários de pequenos barcos a continuarem atracados.
Cerca de nove horas depois de Ernesto ter se tornado uma tempestade tropical, o governo do Haiti emitiu um alerta de tempestade tropical para a costa sul, entre a fronteira com a República Dominicana e o extremo sudoeste do país. Assim que a tempestade se fortaleceu, o alerta foi substituído por um aviso de tempestade tropical e, cerca de15 horas antes de sua aproximação máxima, o aviso foi substituído por um aviso de furacão. Vários cidadãos que viviam em áreas baixas em Gonaïves foram retirados depois que meteorologistas locais anteciparam que a precipitação acumulada poderia chegar a mais de 50 mm em algumas áreas montanhosas. Além do mais, autoridades recomendaram aos residentes em favelas perto da costa a saírem para abrigos de emergência.
Autoridades da Jamaica emitiram recomendações via rádio e televisão para os residentes em áreas baixas, encorajando-os a estarem prontos e saírem se fosse necessário. Além do mais, o governo da Jamaica abriu todos os abrigos na ilha e colocou as forças armadas em estado de alerta. Longas filas para obter suprimentos durante a tempestade se formaram, como foi dito pelos comerciantes, em preparativo contra a tempestade, assim que os residentes apressaram-se em obter suprimentos em preparativo à ameaçada da tempestade. Quando um aviso de tempestade tropical foi posto em efeito para a Jamaica e para a porção central das Bahamas, companhias de navios de cruzeiro indicaram que eles tinham desviado vários navios cruzeiro para evitar a tempestade.
Avisos de furacão foram postos em efeito para o sudeste de Cuba, onde era esperado que a precipitação acumulada chegasse a mais de 500 mm em áreas montanhosas assim que o centro de Ernesto seguia lentamente sobre Cuba. Autoridades em Cuba retiraram mais de 300.000 pessoas e trouxeram sua frota pesqueira para os portos. Ernesto então moveu-se sobre terra em Cuba a oeste da Base Naval da Baía de Guantánamo no começo da manhã de 28 de Agosto como uma tempestade tropical. Cuba então começou a fazer os preparativos de emergência antes de Ernesto atingir a costa cubana a cerca de 32 km a oeste de Guantánamo com ventos constantes de 70 km/h. O governo cubano emitiu um aviso de furacão para as seis províncias orientais e a televisão estatal de Cuba transmitiu  avisos extensivos sobre a tempestade, encorajando os residentes a se prepararem. O gado foi movido para áreas mais altas, turistas foram retirados de hotéis na província sulista de Granma e jogos de beisebol agendados para a noite de 27 de Agosto ocorreram horas antes.

### Estados Unidos

#### Flórida

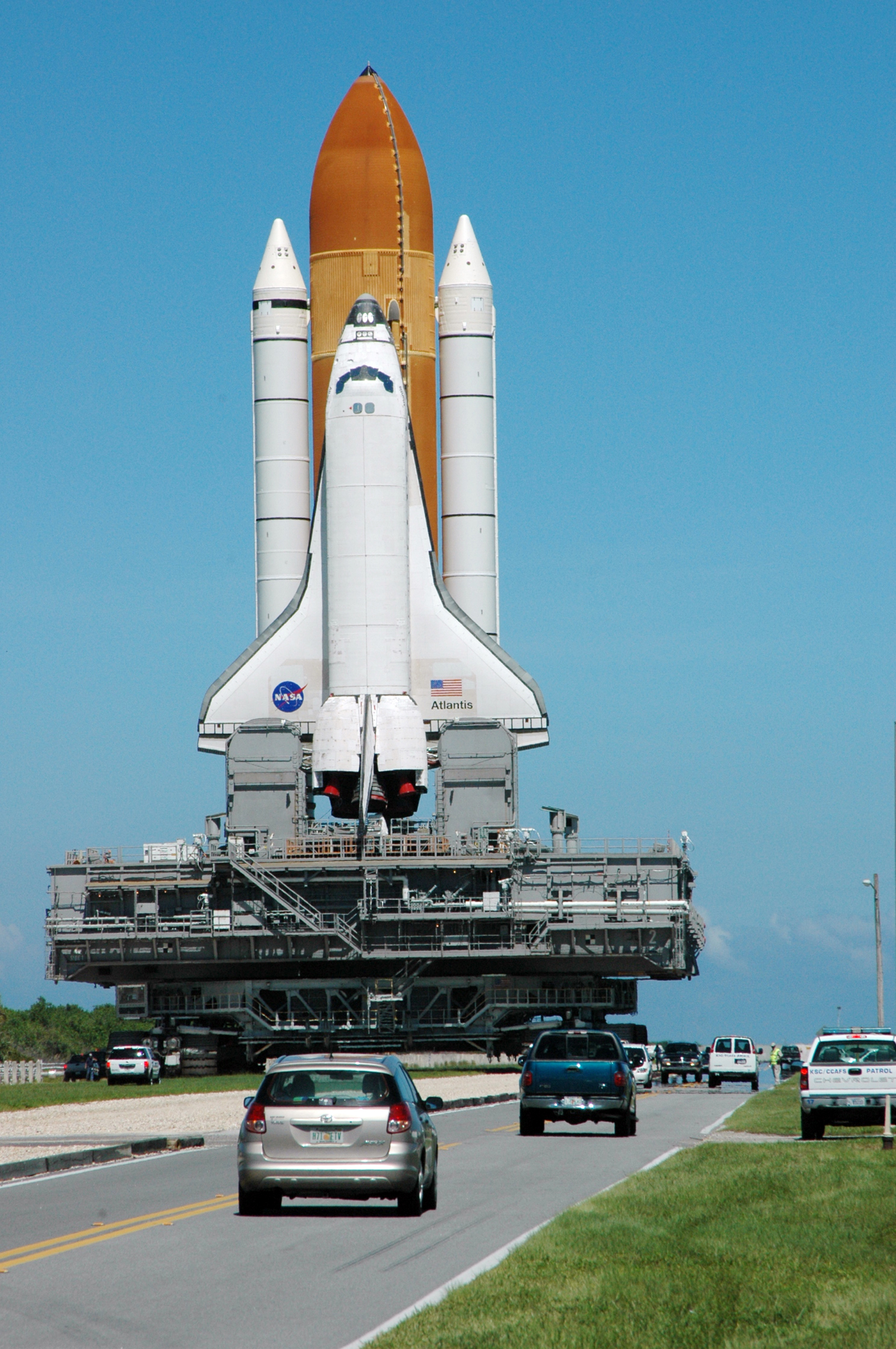
A nave Atlantis retornando para a plataforma de lançamento 39B assim que Ernesto deixou a Flórida.

Na Flórida, o escritório do Serviço Nacional de Meteorologia dos Estados Unidos em Key West emitiu uma evacuação obrigatória de Florida Keys para todos que não eram residentes e para os visitantes, começando às 18:00 UTC de 29 de Agosto. Em Condado de Monroe, os abrigos de emergência abriram em 30 de Agosto e a retirada de pessoas com necessidades especiais e com casas móveis começou às 11:00 UTC e às 15:00 UTC, respectivamente. Uma retirada obrigatória dos residentes com casas móveis nos condados de Miami-Dade e Broward foi posto em efeito. Escolas nos condados de Miami-Dade e Monroe ficaram fechados em 29 e 30 de Agosto; no condado de Broward, as escolas foram programadas para ficar fechadas somente no dia 29, sendo que no dia 30, as autoridades locais fechariam as escolas somente se houvesse necessidade.
O estado ativou seu Centro de Operações de Emergências enquanto a Guarda Nacional dos Estados Unidos foi posta em estado de alerta., seguindo uma "ordem de aviso" aos seus comandantes em 26 de Agosto. Ao mesmo tempo, o Governador da Flórida, Jeb Bush, declarou estado de emergência, principalmente por causa da alo risco de impactos de Ernesto no estado.
Meteorologistas emitiram um aviso de furacão em 28 de Agosto para o sul da Flórida. Um aviso de furacão continuou em efeito para toda as ilhas de Florida Keys. "Eu não quero que alguém foque excessivamente no enfraquecimento do sistema. (… ) O sistema tem uma boa chance de se tornar um furacão", disse Max Mayfield, diretor do centro nacional de furacões. O governador da Flórida, Jeb Bush, encorajou os residentes da Flórida a se prepararem e não esperar até que o sistema se fortaleça. "Minha sugestão, encare esta tempestade seriamente, Um furacão é um furacão", disse Jeb Bush, encorajando as pessoas a terem 72 horas úteis para adquirir suprimentos.
O Ônibus Espacial Atlantis estava retornando ao Edifício de Montagem de Veículos (VAB) no Centro Espacial John F. Kennedy para evitar riscos de danos de Ernesto, mas a NASA mudou sua opinião no final daquela terça. A missão, STS-115, já tinha sido adiada duas vezes por causa de um raio que atingiu o pára-raios da plataforma de lançamento em 25 de Agosto. Em 29 de Agosto, na perspectiva da desclassificação de Ernesto para uma tempestade tropical e uma nova avaliação do risco que a desclassificação causou, a NASA interrompeu o retorno da nave ao VAB. Um retorno completo teria provavelmente garantido um atraso no lançamento até o final de Outubro, assim que a NASA quis que os lançamentos durante o dia fossem parte do Reinício dos voos após o desastre do STS-107. O ônibus espacial Atlantis por fim foi lançado em 9 de Setembro.

#### Costa do Golfo
Devido a incerteza a previsão da trajetória levou a vários preparativos ao longo da Costa do Golfo. Em Nova Orleans e em Chalmette, Luisiana, a Subdivisão de Engenheiros do Exército dos Estados Unidos declarou que os diques reparados depois das Falhas dos diques na Grande Nova Orleans em 2005 poderiam parar a maré de tempestade de um furacão, mas que eles poderiam também bloquear as águas das chuvas de deixar a cidade, por causa dos atrasos na construção de infraestruturas subordinadas para prevenir enchentes. Nova Orleans, que já tinha sido devastada pelo Furacão Katrina um ano antes, agora tinha a preocupação sobre a ameaça de outro grande furacão em potencial. Nenhuma ordem de evacuação foi emitida para os residentes na Costa do Golfo.
A previsão causou inicialmente a subida do preço do petróleo cru em antecipação aos possíveis impactos no Golfo do México central. A empresa petrolífera BP declarou que evacuaria um terço de seus 2.400 empregados de suas estações no Golfo do México como uma medida de precaução. combinada com a incerteza sobre um possível conflito com o Irã, o custo do petróleo cru subiu em 25 de Agosto em $1,19 dólares, alcançando $73,55 dólares. O preço do gás natural subiu 0,39 dólares, alcançando $7,47. Entretanto, o preço do petróleo recuou em $2 dólares em 28 de Agosto, para um nível abaixo de $71 dólares, assim que a tempestade começou a seguir em direção à Flórida.

#### Carolina do Sul
O governador da Carolina do Sul, Mark Sanford, mobilizou 250 Guardas Nacionais para dirigir o tráfego se ordens de evacuações fossem emitidas.

#### Estados do Médio Atlântico
O governador da Virgínia, Tim Kaine, declarou estado de emergência, pondo a Guarda Nacional da Virgínia e agências estaduais em alerta e abriu novo Centro de Operações de Emergência do estado no subúrbio de Richmond. O governador da Carolina do Norte, Mike Easley, ativou 200 tropas da Guarda Nacional e pois outras equipes de emergência em estado de alerta. Foram postos em efeito avisos costeiros de enchentes e enchentes de curta duração em Washington, DC e partes de Maryland e Delaware pelo Serviço Nacional de Meteorologia dos Estados Unidos em preparação para a chegada de Ernesto.

## Impactos

### Caribe (Caraíbas)
Pouco antes de Ernesto se tornar um ciclone tropical, a onda tropical precursora produziu ventos constantes de 60 km/h em Barbados em associação com rajadas descendentes; uma rajada de 82 km/h também foi registrada lá. Os ventos causaram interrupções breves do fornecimento de eletricidade na ilha. Em São Vicente e Granadinas, os ventos causaram alguns danos em árvores. A passagem do sistema tempestuoso produziu chuvas torrenciais através da porção sul das Pequenas Antilhas, que causou pequenas enchentes. além do mais, o sistema precursor provocou ventos fortes, que causaram ressacas em algumas ilhas.
Porto Rico experimentou chuvas fortes provenientes das bandas externas do ciclone assim que Ernesto seguia através da porção leste do Mar do Caribe. Dois dias tempestuosos resultaram numa precipitação acumulada de 119,1 mm na estação meteorológica de Sabana Grande.
Na República Dominicana, chuvas torrenciais causaram enchentes e deslizamentos de terra, resultando em danos a várias casas. A maior precipitação acumulada ocorreu em 177,6 mm em Barahona. As chuvas fortes derrubaram árvores, enquanto que as enchentes afetaram mais de 400 casas perto de Santo Domingo, forçando a retirada de mais de 1.600 pessoas.
No Haiti, a tempestade causou chuvas torrenciais, chegando a 300 mm em algumas localidades. Também foram registrados fortes ventos, causando enchentes e destruindo 13 casas na ilha de La Gonave. Uma pessoa foi morta em Île à Vache, como resultado da maré ciclônica e outra foi morta na porção central do Vale Artibonite. A tempestade causou a queda de linhas telefônicas em várias partes do país. Em Porto Príncipe, as chuvas danificaram severamente uma ponte, isolando a porção sul da região. Ao todo, Ernesto causou cinco mortos, destruiu seis casas e danificou outras 53 no Haiti.
Ernesto produziu chuvas torrenciais no leste de Cuba, sendo que em Guantánamo, a precipitação acumulada chegou a 75 mm em 4 horas. O Instituto Civil da Aeronáutica Cubana disse que os voos no país seriam cancelados até a chegada de mais notícias. Rajadas de vento deixaram algumas cidades na Província de Camagüey sem eletricidade, embora os danos gerais fossem mínimos.
Não houve mortos, feridos ou grandes danos em Cuba, atribuídos à tempestade. Mais de 700.000 pessoas foram retiradas de áreas de risco.

### Flórida
Depois de fazer landfall no sul da Flórida, a tempestade produziu uma maré de tempestade de cerca de 30 cm acima do nível normal, embora não fossem registrados ressacas. Os ventos foram razoavelmente fracos através do estado, alcançando 64 km/h em uma estação no Lago Okeechobee. Ernesto causou chuvas fortes através do sul da Flórida, sendo que em Golden Gate alcançou 221 mm. As chuvas causaram o transbordamento do reservatório de Fisheating. também ocorreram algumas enchentes em certas porções do Condado de Collier. Enquanto movia-se através do estado, Ernesto produziu dois tornados F0 no Condado de Osceola.
As chuvas de Ernesto causara, enchentes que alagaram 13 casas e Palmdale. A passagem da tempestade resultou em mais de 150 voos cancelados no Aeroporto Internacional de Orlando, atrasando muitos passageiros. Duas pessoas morreram nos condados de Broward e Miami-Dade de acidentes de trânsito; as mortes são consideradas indiretas associadas a Ernesto. Ao todo, os danos no estados foram mínimos.

### Sudeste dos Estados Unidos
Chuvas torrenciais caíram sobre a Carolina do Sul, sendo que 146 mm caíram em Blythewood, na barragm de Cedar.
A tempestade tropical fez landfall logo a oeste de Cape Fear, Carolina do Norte, perto de Long Beach, por volta das 16:00 UTC de 31 de Agosto. Um dia antes do landfall, a umidade de Ernesto foi interceptada por um sistema frontal que estava estacionada no estado, que levou a fortes chuvas. Entretanto, a maior precipitação acumulada foi registrada em Palmele Isle, em Wrightsville Beach, 371 mm, diretamente do núcleo do ciclone e caiu principalmente em 24 horas. Em Outer Banks, chuvas constantes e as ondas interromperam o tráfego da principal estrada da região.. Também, um trecho de 19 km da Interestadual 40 foi fechada brevemente no começo da madrugada de 1 de Setembro devido às enchentes. Uma pessoa morreu num acidente de tráfego que foi causada pelo mal tempo causado por Ernesto. Os danos na agricultura na Carolina do Norte totalizaram em $76 milhões de dólares (2006).

### Estados do Médio Atlântico

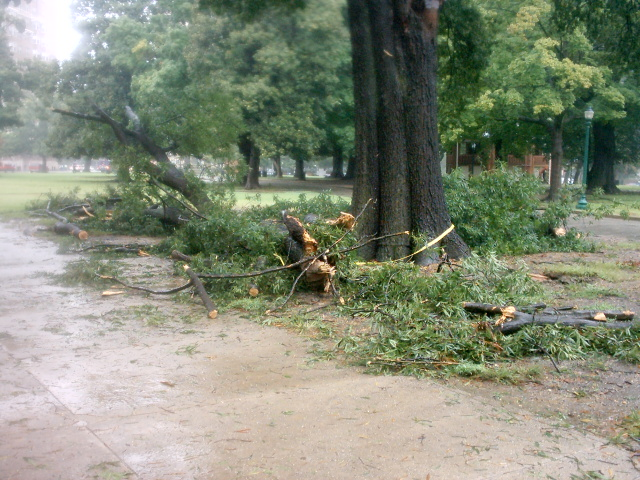
Danos em árvore em Richmond, Virgínia, causados pelos ventos de Ernesto.

As chuvas de Ernesto chegaram a Virgínia. Em Wakefield, Virgínia, a precipitação acumulada chegou a 258 mm durante a passagem do ciclone. No Condado de Gloucester, os ventos de Ernesto causaram a queda de uma árvore grande sobre uma casa modular, matando duas pessoas. Os danos na Virgínia totalizaram em $118 milhões de dólares (2006). No Condado de St. Mary's, Maryland, os danos totalizaram em $4,4 milhões de dólares (2006).
Ventos e chuva de Ernesto causaram a interrupção do fornecimento de eletricidade que afetou mais de 600.000 pessoas entre a Carolina do Norte e Connecticut O sul da Virgínia foi a região mais afetada pelas interrupções no fornecimento de energia elétrica, sendo que os reparos duraram de dois a três dias. Durante a interrupção no fornecimento de energia, uma mulher morreu por intoxicação por monóxido de carbono de um gerador de eletricidade portátil. Na Pensilvânia, duas pessoas morreram. um menino de sete anos morreu no hospital depois que uma árvore caiu sobre ele. Um homem que estava tentando salvar seu golden retriever de um respiro no sistema de drenagem caiu num cano de drenagem e foi achado morto quando foi expulso do sistema de drenagem pela própria água através de uma abertura na galeria de uma rua.
Ondas fortes causadas pelas ventanias em 2 de Setembro inundaram a Ilha St. George no Condado de St. Mary's, Maryland. Mais ao norte, a precipitação acumulada chegou entre 50 a 100 mm em partes da Pensilvânia e Nova York. As chuvas em Nova York causaram o atraso no começo do Aberto dos Estados Unidos em 2006, que provocou o adiamento de todas as partidas daquele dia para os dias seguintes.

## Após a tempestade
Em 22 de Setembro, o presidente dos Estados Unidos, George W. Bush, declarou 19 condados de como áreas de desastre, incluindo as cidades de Richmond e Poquoson. Esta declaração permitiu às reservas federais a assistir no pagamento na reconstrução da aparelhagem pública danificada nas enchentes causadas por Ernesto.
Apesar dos danos, o nome Ernesto não foi retirado e esta incluído na lista de nomes para a temporada de furacões no Atlântico de 2012.